# Robert Klippel

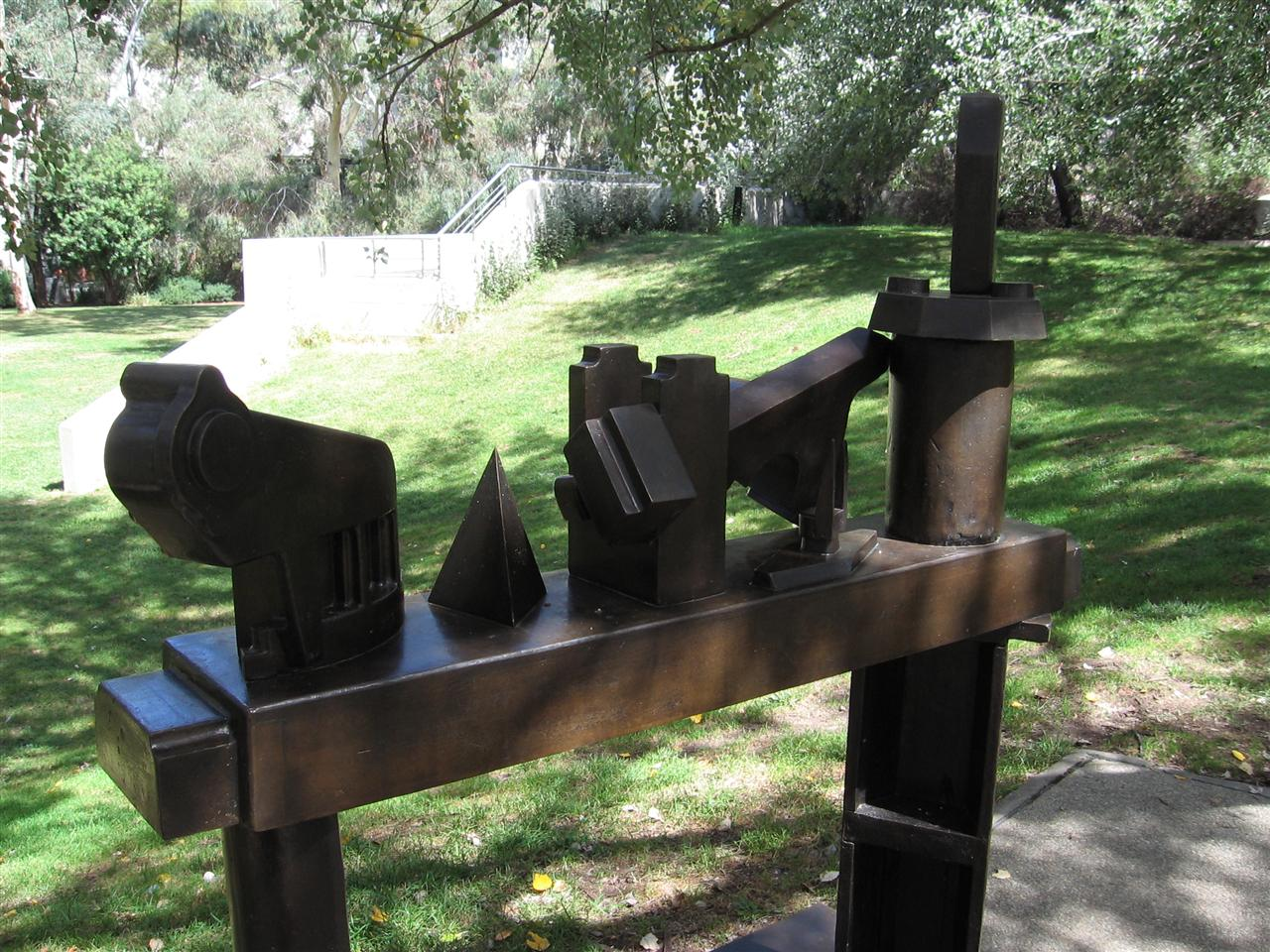
Number 751, National Gallery of Art in Australien

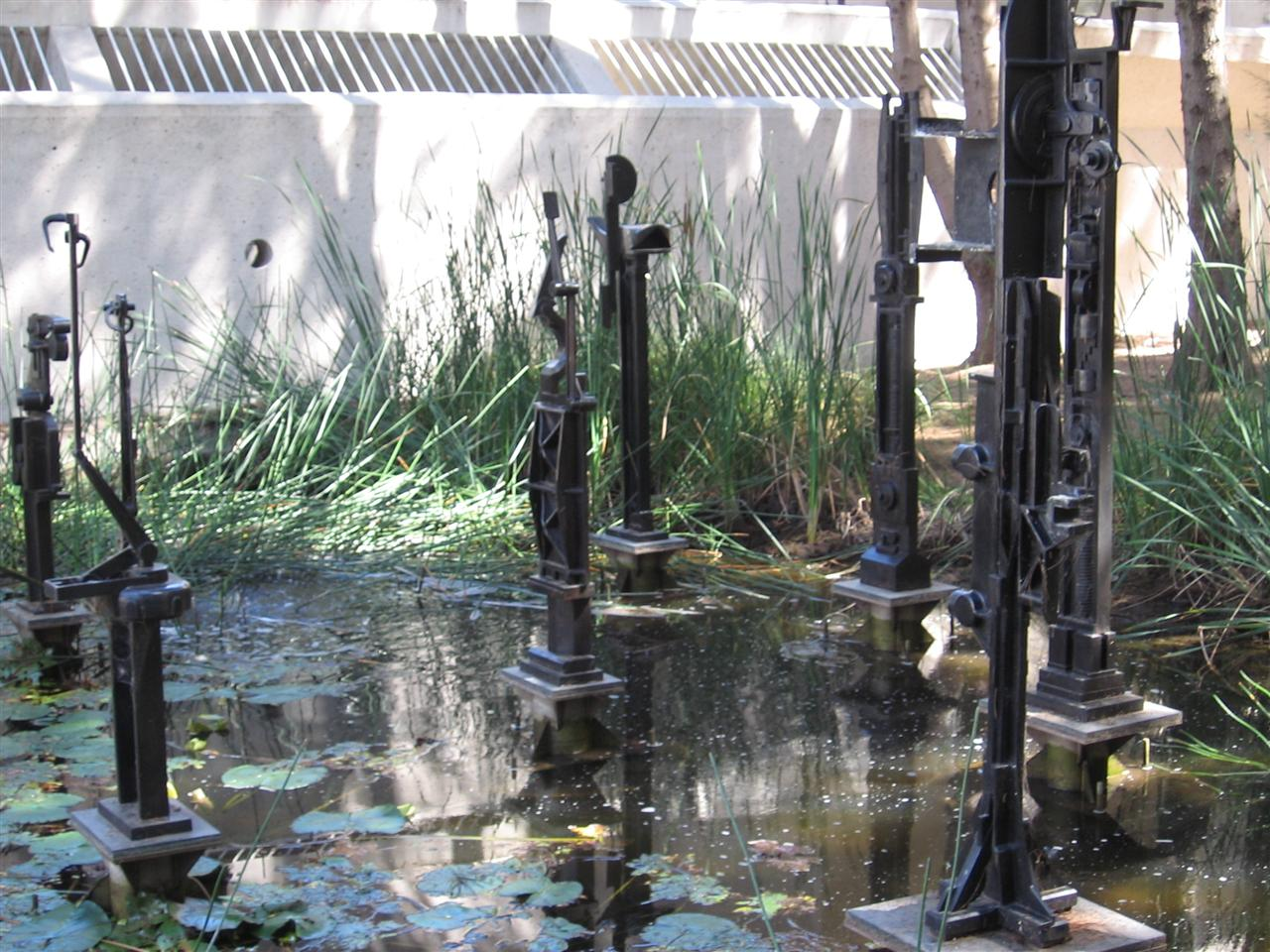
Group of eight bronzes (dt. Gruppe aus acht Bronzen), National Gallery of Art

Robert Klippel AO (* 19. Juni 1920 in Sydney; † 19. Juni 2001 in Sydney) war ein australischer Bildhauer und Zeichner.

## Leben und Werk
Robert Klippel wusste bereits im Alter von sechs Jahren, dass er ein Modellbauer werden will. Im Jahre 1939 nahm er seinen Dienst in der Royal Australian Navy auf und baute dort Schiffs- und Flugzeugmodelle, die zur Ausbildung der Marine am Gunnery Instruction Centre verwendet wurden.
Nach dem Zweiten Weltkrieg studierte er traditionelle Bildhauerkunst in Sydney am East Sydney Technical College und in London an der Slade School of Fine Art. Er war wie viele andere australische Künstler, wie zum Beispiel Leonard French, Grahame King und Inge Neufeld, am The Abbey Arts Centre and Museum in New Barnet im nördlichen London.
Im Jahre 1947 ging er nach London und 1948 hatte er seine erste Ausstellung in der London Gallery in London. Er ging nach Paris, wo viele surrealistische Künstler waren, die dort wirkten. Sein Stil veränderte sich nach 1949 vom Figurativen zur Abstrakten Kunst. Er wurde keineswegs ein Teil einer bestimmten Kunstrichtung, sein Werk war surrealistisch – mit Holz als Material – und konstruktivistische Objektkunst und Aktionskunst. Er verwendete Material vom Schrottplatz, auch Industrieabfälle und andere Teile.
Von 1957 bis 1963 und 1966 von 1967 war Klippel in den USA, zuerst in New York und von 1958 bis 1962 als Dozent für Bildhauerei am Minneapolis College of Art and Design, bis er nach New York zurückkehrte. Er kam in Kontakt mit abstraktem Expressionismus, als er eine Ausstellung des Werks von David Smith im Museum of Modern Art ansah.
Nach seiner Rückkehr in Sydney verließ er Australien nicht mehr und wohnte und arbeitete im Stadtteil Birchgrove in Sydney, nicht weit von einer Schiffswerft entfernt, wo er sein Material für seine Werke sammelte. Von 1975 bis 1979 war Klippel Dozent am Alexander Mackie College of Advanced Education, heute die Kunstfakultät der University of New South Wales. Klippel fertigte in seiner Schaffensperiode etwa 1300 Skulpturen und ungefähr 5000 Zeichnungen.
Art Gallery of New South Wales in Sydney präsentierte 2002 eine umfassende Retrospektive unter dem Titel A Tribute Exhibition, 2008 folgte die Ausstellung Opus 2008 in der National Gallery of Victoria in Melbourne.

## Werk (Auswahl)
- Construction No. 123 (1962), Art Gallery of New South Wales in Sydney
- No. 129 (1962), Skulpturenpark des Heide Museum of Modern Art
- Opus 250 (No. 250 metal construction) – ein Werk aus Metall und als Objet trouvé aus 1970, National Gallery of Australia in Canberra
- Group of eight bronzes (dt. Gruppe von acht Bronzen) (1982) vor dem Skulpturenpark der National Gallery of Art
- No. 129 Sentinel (1987), La Trobe University Sculpture Park
- Opus 300 (1972–1974), Art Gallery of New South Wales
- Opus 655 (1988), Art Gallery of New South Wales
- Number 751, eine Bronzeskulptur im Skulpturenpark der National Gallery of Art in Canberra
- Painted Wood Sculptures (dt. bemalte Holzskulpturen) (1989) – 79 Holzskulpturen, einige in Bronze gegossen, Niagara Gallery
- Installation (1995) – 87 kleine Zinn-Skulpturen, Art Gallery of New South Wales
- No. 951 Diorama (1968–2001) – Konstruktion aus Stahl und Bronze, Art Gallery of New South Wales